# 米切尔·利希滕斯坦
米切尔·利希滕斯坦（英語：Mitchell Wilson Lichtenstein，1955年3月10日—），是一位美國的猶太裔演員、編劇、製作人及導演。

## 生平

### 早年生活
他是波普藝術家羅伊·利希滕斯坦與伊莎貝爾·威爾森（Isabel Wilson) 的兒子。
曾在佛蒙特本寧頓學院研讀戲劇表演。

### 戲劇生涯
1990年代初，他在李安的作品《喜宴》中扮演高偉同（趙文瑄飾）的男友賽門。
他所製作、編劇、導演的黑色幽默電影《陰牙人》在2007年上映；該片描寫了一位擁有有牙陰道的女孩的故事；該片首映於2007年日舞影展並獲得正面評價。
2009年，他的電影作品《陌路姐妹淘》首映於柏林國際影展。
2015年，他的電影作品《安吉里卡》入選第65屆柏林影展全景單元放映影片。

### 性別傾向
他已公開承認自己的同性戀者身分。

## 連結
- 米切尔·利希滕斯坦在互联网电影资料库（IMDb）上的資料（英文）
- 互聯網百老匯資料庫（IBDB）上米切尔·利希滕斯坦的資料（英文）
- 互联网外百老汇数据库（IOBDB）上米切尔·利希滕斯坦的資料（英文）